# Novi Grad (Bosnia y Herzegovina)
Novi Grad (en serbio cirílico: Нови Град) es una localidad del interior de la región de Banja Luka, dentro de la República Srpska, en Bosnia y Herzegovina. La ciudad está situada en el río Una, en la frontera con Croacia (frente a la ciudad de Dvor). Hoy en día, el municipio tiene una población de cerca de 30 000 habitantes con 8 500 hogares. En la ciudad hay un hospital, oficina de correos, un gran número de escuelas primarias y secundarias, centros culturales, bancos y centros comerciales. En el pasado, la ciudad fue conocida como Bosanski Novi.

## Localidades
Esta municipalidad de la República Srpska, localizada en Bosnia y Herzegovina se encuentra subdividida en las siguientes localidades a saber:
• Ahmetovci
• Blagaj Japra
• Blagaj Rijeka
• Blatna
• Buljuk
• Kostajnica
• Novi Grad
• Cerovica
• Crna Rijeka
• Čađavica Donja
• Čađavica Gornja
• Čađavica Srednja
• Ćele
• Devetaci
• Dobrljin
• Donje Vodičevo
• Donji Agići
• Donji Rakani
• Gornja Slabinja
• Gornje Vodičevo
• Gornji Agići
• Gornji Rakani
• Grabašnica
• Grdanovac
• Gumnjani
• Hozići
• Johovica
• Jošava
• Kalenderi
• Kršlje
• Kuljani
• Lješljani
• Mala Krupska Rujiška
• Mala Novska Rujiška
• Mala Žuljevica
• Maslovare
• Matavazi
• Mazić
• Mrakodol
• Mraovo Polje
• Petkovac
• Petrinja
• Pobrđani
• Podoška
• Poljavnice
• Prusci
• Radomirovac
• Rakovac
• Rašće
• Ravnice
• Rudice
• Sokolište
• Suhača
• Svodna
• Tavija
• Trgovište
• Vedovica
• Velika Rujiška
• Velika Žuljevica
• Vitasavci
• Zovik

|}

## Geografía
Municipio de Novi Grad se encuentra en la parte noroeste de Bosnia y Herzegovina. Ocupa una superficie de 470 km² (181.5 millas cuadradas). El municipio se encuentra entre los ríos de Sana y Una, entre las montañas de Grmec y Kozara. El clima es continental-temperamental.

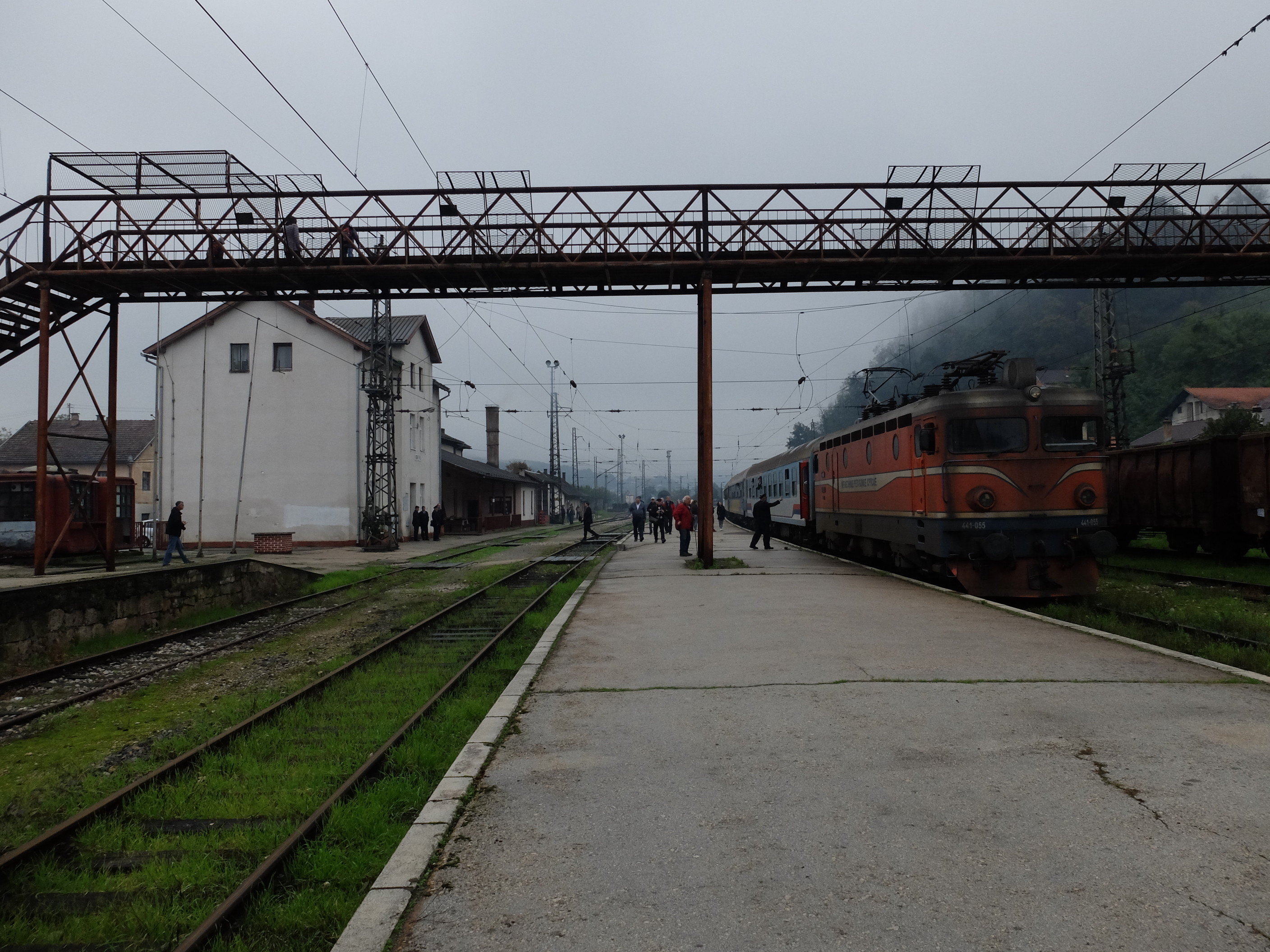
Estación de trenes

## Demografía
Si se considera que la superficie total de este municipio es de 554 kilómetros cuadrados y su población está compuesta por unas 41.655 personas, se puede estimar que la densidad poblacional de esta municipalidad es de setenta y cinco habitantes por cada kilómetro cuadrado de esta división administrativa.
En el censo yugoslavo de 1991, el municipio de Novi Grad tenía una población de 41 541 habitantes, compuestos por la siguiente división étnica:
- 25 106 serbobosnios (60,24%)
- 14 083 bosníacos (33,69%)
- 1 531 yugoslavos (3,73%)
- 402 croatas (0,96%)
- 419 otros (1,35%)